# Kaiser-Jubiläum (Walzer)
Kaiser-Jubiläum ist ein Walzer von Johann Strauss Sohn (op. 434). Das Werk wurde am 2. Dezember 1888 im Konzertsaal des Wiener Musikvereins erstmals aufgeführt.

## Einzelnachweis
1. ↑  Quelle: Englische Version des Booklets (Seite 47) in der 52 CDs umfassenden Gesamtausgabe der Orchesterwerke von Johann Strauß (Sohn), Hrsg. Naxos (Label). Das Werk ist als elfter Titel auf der 15. CD zu hören.